# Sinais (investimento)
Os sinais de trading, ou sinais cambiais, são dicas para que os investimentos sejam mais satisfatórios. Estes sinais ajudam o investidor a tomar determinadas decisões, de acordo com situações que estão ocorrendo no mercado.
Uma equipe de analistas observam se um ativo tem maior chance de perda ou de ganho, e enviam aos seus clientes sinais para que eles se posicionem em determinados ativos com chances de alta nas próximas horas.
Eles são muito importantes para quem não tem grande conhecimento do mercado, mas quer investir de forma menos conservadora, com chances de se aproveitar de ótimas altas no mercado.